# Huara antarctica
Huara antarctica is een spinnensoort uit de familie Desidae. De soort komt voor in Aucklandeilanden.